# 諏訪湖祭湖上花火大会
諏訪湖祭湖上花火大会（すわこまつり こじょうはなびたいかい）は、長野県諏訪市の諏訪湖で毎年8月15日に行われる花火大会である。略称は「諏訪湖花火大会」。
諏訪市では9月上旬に行われる全国新作花火競技大会とともに、諏訪二大花火大会となっている。見物に約50万人（2010年（平成22年））が集まる。
総打ち上げ数は約4万発であり、打ち上げ数では国内最大とされる。なお2023年から打上発数については公表しないこととなった。

## 概要
諏訪湖祭湖上花火大会は比較的浅い湖である諏訪湖の地形を生かし、湖上に岸から安全距離を確保した位置にスターマイン発射台を10基、大ナイアガラと諏訪湖花火の象徴である水上花火の仕掛けを設置する。湖中の初島は10号玉を打ち上げるために作られた人工島である。

## プログラム
プログラムは2部構成となっており、異なる主眼で花火を楽しむことができる。
第1部は競技花火で長野県内5、県外5の合計10の花火師が参加しそれぞれ10号早打ち競技、スターマイン競技の2つを競い最も素晴らしい花火を選定する。10号早打ち競技は10号玉5発を次々に打ち上げる。スターマイン競技は規定量の花火玉を用いその美しさを競う。出場花火師はそれぞれが諏訪湖以外の競技花火でも活躍する日本を代表する花火師である。

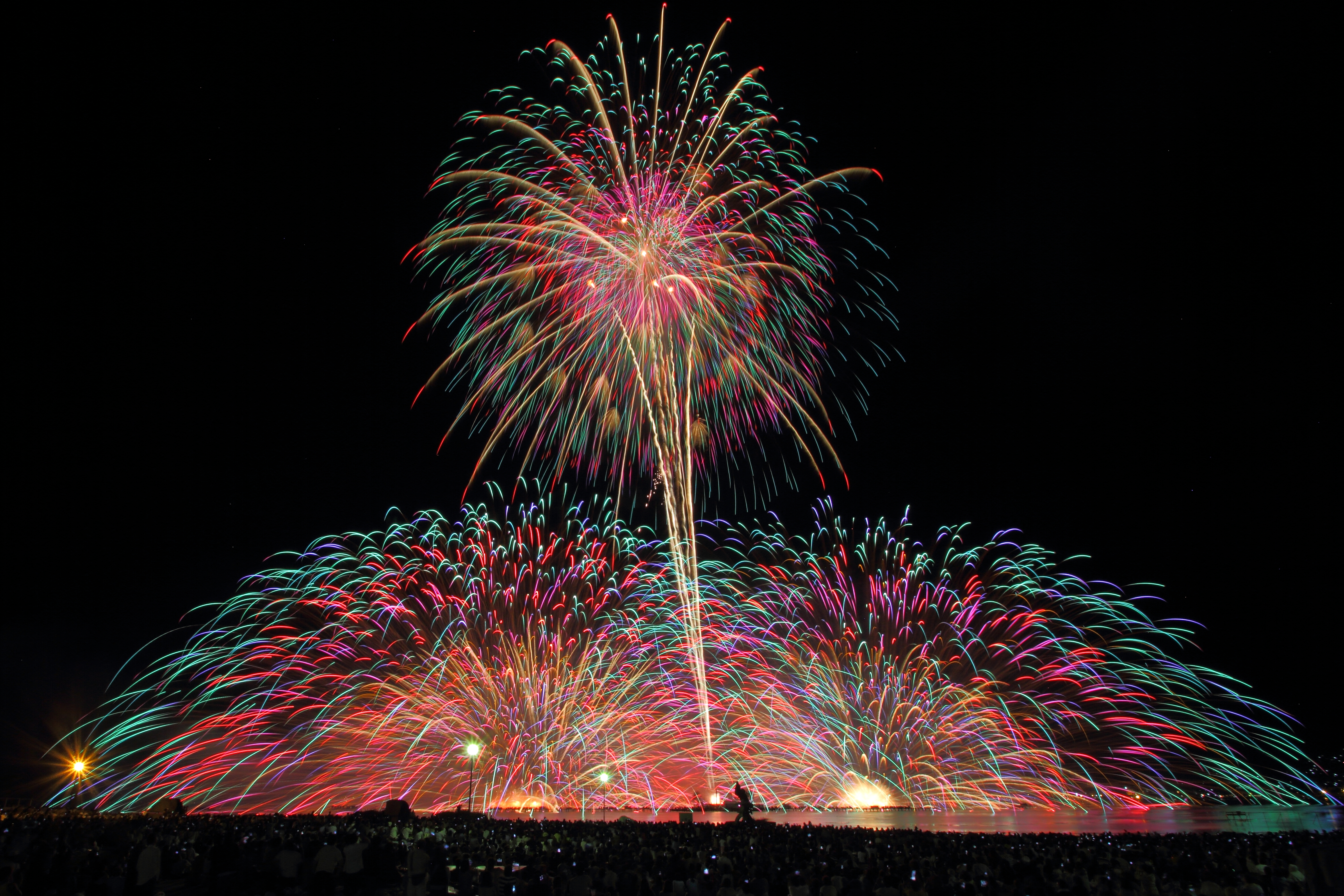
Kiss of Fire

プログラム第2部は夜空を彩る絢爛で大規模なスターマインで構成される。なかでも水上大スターマインKiss of Fireは有名で円形花火の上半分が湖上で花開きだんだんと初島にむかって両側から近づき初島の近辺で合体し、初島からは10号玉連発のスターマインが上がるという大掛かりな花火である。この花火は、半球状の花火が湖面に映し出され非常に美しい。大会の最後を飾る大ナイアガラ瀑布は湖上約2kmにわたって、花火が滝のように流れる。湖上に出現する日本最長のナイアガラとなっている。第1部と第2部で約2時間、実施される。

## 歴史
- 1949年（昭和24年） 花火大会始まる。名称は「納涼諏訪湖花火大会」。見物人5万人。
- 1950年（昭和25年） 名称変更、「諏訪湖上煙火大会」に。長さ200mのナイアガラが登場。
- 1954年（昭和29年） 花火の打ち上げ台である初島（人工島）完成。
- 1958年（昭和33年） 名称変更、「諏訪湖まつり」に。
- 1959年（昭和34年） 台風のために大会を9月に延期するも、伊勢湾台風のためにさらに10月に延期。花火大会史上、8月に大会が行われなかったのはこの年だけである（2012年（平成24年）現在）。
- 1961年（昭和36年） 競技スターマイン、水上スターマイン始まる。
- 1964年（昭和39年） 7号早打ち競技始まる。
- 1975年（昭和50年） 水上スターマインに「キス・オブ・ファイヤー」の名称がつく。
- 1986年（昭和61年） 10号早打ち競技始まる。
- 1992年（平成4年） 第1部競技花火、第2部スターマインの2部構成になる。
- 2006年（平成18年） 7月17日に発生した豪雨災害で諏訪湖が氾濫し家屋やホテルの冠水、土砂崩落や土石流の発生などの被害を受けたがスポンサーからは約7,000万円の協賛金が寄せられ前年より1セット増え40セットとなった。23年ぶりに復活した20号・30号の大水上スターマインを含む41,000発の花火が打ち上げられた。観客は48万人。
- 2007年（平成19年） 44年ぶりに20号玉が打ち上げられた。玉数は42,000発。
- 2008年（平成20年） 打ち上げ台が南西側に大幅にずれた。これにより、メイン打ち上げ台は初島の西側になった。前年は野外音楽堂が中心だった参観席が石彫公園中心となった。このため、前年までは無料だった衣ヶ崎橋（通称：えびっこ橋）の西側も日赤付近まで、諏訪商業連合会が販売する有料席となった。反対側も間欠泉前まで旅館組合の団体席となった。こちら側も前年までは足湯から北側の漁船等の船着場周辺はフリーの場所だった。なお車道での座り込み・立ち見、ジョキングロードでの場所取りも禁止となった。これはジョキングロードのゴムがガムテープ等で傷んでしまうため。無料で観るにはかなり遠くからになった。またブロック指定席も抽選販売となり、半分が市民に割り当てられる。観客は50万人。
- 2013年（平成25年） 大雨洪水警報が発表される中で予定通り19時から開催されたものの、雷と大雨の影響で19時30分すぎに中止となった。またこの大雨の影響で中央本線が運転見合わせ、中央自動車道・長野自動車道が通行止めとなったことから花火大会の見学客が帰宅困難となり、諏訪市が近隣の施設を開放し受け入れた[6]。なお、中央本線は最大6時間20分遅れとなり、首都圏のJR各線では接続用の臨時列車を運行して対応した。観客は50万人[7]。
- 2020年（令和2年）5月11日 新型コロナウイルス感染症の拡大を受け、諏訪湖祭実行委員会は第72回諏訪湖祭湖上花火大会の中止を決定した[8][9]。
- 2021年（令和3年）・2022年（令和4年） - 例年と異なり諏訪湖祭The Legacy(8月1日から15日間に分かれて約10分間打ち上げ)開催。
- 2022年（令和4年） 同年9月9日から「諏訪湖オータム花火」が開催され、週末の金曜・土曜日を中心に9日、10日、17日、23日、24日の午後8時半から約10分間打ち上げられた。また、諏訪湖畔で撮影が行われた映画「百花」[10]が、9月9日より全国一斉公開されることを記念の花火も打ち上げられた[11]。
- 2023年（令和5年）4年ぶりに通常開催された[12][13]。

## 交通

### 道路
花火大会当日は諏訪湖周辺をはじめ諏訪市内のいたるところで例年16時から22時まで会場周辺の歩行者天国、細い道路の一方通行化等の交通規制が敷かれる。また、諏訪湖近辺から最寄ICである中央自動車道諏訪ICを結ぶ道路は終日渋滞する。特に湖畔周辺の駐車場等に駐車した場合、大会終了後は3時間から4時間の交通渋滞が見込まれる。中央自動車道諏訪湖SAは、利用が制限される。市施設、小中学校の校庭、一般企業等の駐車場等が無料もしくは有料の臨時駐車場として開放される。2023年（令和5年）は駐車場予約アプリ「akippa（あきっぱ）」からの事前予約制となり交通渋滞は改善された。

### 鉄道
JR東日本中央本線 上諏訪駅が最寄の駅となる。
当日は、上諏訪駅発着の普通電車が篠ノ井線松本 - 中央本線小淵沢・甲府間で、また飯田線の岡谷止まり列車が上諏訪や富士見までの延長運転もあり、大幅に増発されるため、大会実行委員会も鉄道の利用を呼びかけている。臨時列車にはナイアガラ号またはスターマイン号の列車名がつけられる。
増発の普通電車には、通常使用されている211系の他、中央線快速や南武線で使用されているE233系6+4両の分割編成の通勤電車が豊田車両センターおよび中原電車区から貸し出される。以前は同じく中央線快速電車用の201系が使用されていた。
東京・新宿・千葉方面からは特急「あずさ」で、横浜・新横浜・町田方面からは横浜線直通特急「はまかいじ」で上諏訪駅（約2時間 - 2時間30分）まで、名古屋・京都・大阪方面からはエル特急「しなの」を利用し塩尻駅で中央東線上り甲府方面の電車に乗り換えることになる。当日は臨時の特急や、東京方面へ帰りの客への夜行快速列車など臨時列車が運転されることもある。
20時から上諏訪駅西口には臨時改札口が設けられ上諏訪駅東口が上り線専用、上諏訪駅西口が下り線専用の改札口となる。人出が非常に多いので、ホーム・コンコースは人で溢れる。混雑による混乱・事故防止のため東西自由通路は閉鎖、またホーム上の混雑防止のため、改札止めホーム入場制限も実施される。

## テレビ中継
2012年（平成24年）の第64回大会から、SBC信越放送とBS-TBSの共同制作で、同大会がBS-TBSにて生中継の放送を実施している。またケーブルテレビのLCVでも中継番組を制作し、長野県内主要CATVで同時放送されている。更に国際向け放映としてJapan Newsが英語によるインターネット配信を実施している。